# Ottaviano Raggi
Pour les articles homonymes, voir Raggi.
Ottaviano Raggi (né à Gênes, alors dans la république de Gênes, le 31 décembre 1592 et mort à Rome, le 31 décembre 1643) est un cardinal italien du XVIIe siècle. Il est l'oncle du cardinal Lorenzo Raggi (1647).

## Repères biographiques
Ottaviano Raggi est nommé protonotaire apostolique en 1616 et achète une fonction de clerc à la Chambre apostolique en 1622. Il exerce diverses fonctions à la Curie romaine, notamment comme référendaire au tribunal suprême de la Signature apostolique et comme auditeur général à la Chambre apostolique.
Il est créé cardinal par le pape Urbain III lors du consistoire du 16 décembre 1641. En 1643 il est élu évêque d'Aléria en Corse.